# Trichomma koreanum
Trichomma koreanum är en stekelart som beskrevs av Lee och Kim 1983. Trichomma koreanum ingår i släktet Trichomma och familjen brokparasitsteklar. Inga underarter finns listade i Catalogue of Life.